# Somers (Iowa)
Somers è un comune degli Stati Uniti d'America, situato nello Stato dell'Iowa, nella contea di Calhoun.